# Gare de Valence-d'Agen
Pour les articles homonymes, voir Gare de Valence.
La gare de Valence-d'Agen est une gare ferroviaire française de la ligne de Bordeaux-Saint-Jean à Sète-Ville située sur le territoire de la commune de Valence, dans le département de Tarn-et-Garonne, en région Occitanie.
Elle est mise en service en 1856 par la Compagnie des chemins de fer du Midi et du Canal latéral à la Garonne (Midi). 
C'est une gare voyageurs de la Société nationale des chemins de fer français (SNCF) du réseau TER Occitanie, desservie par des trains express régionaux.

## Situation ferroviaire
Établie à 69 mètres d'altitude, la gare de Valence-d'Agen est située au point kilométrique (PK) 161,231 de la ligne de Bordeaux-Saint-Jean à Sète-Ville, entre les gares fermées de Golfech et de Pommevic ; elle est ainsi encadrée par celles ouvertes de Lamagistère et de Moissac.

## Histoire
La station de Valence-d'Agen est mise en service le 29 mai 1856 par la Compagnie des chemins de fer du Midi et du Canal latéral à la Garonne (Midi), lorsqu'elle ouvre à l'exploitation la section de Tonneins à Valence-d'Agen de son chemin de fer de Bordeaux à Cette. Le 30 août 1856, elle devient une gare de passage lors de l'ouverture de la section suivante de Valence-d'Agen à Toulouse.
En 1862, « Valence-d'Agen » est la 33e station de la ligne, située entre Lamagistère et Malauze, elle dessert une ville, chef-lieu de canton de 3 539 habitants, qui est située à droite de la voie. À la station des « voitures de correspondances » attendent les voyageurs pour rejoindre Cahors (à (61 km), Lauzerte (à (23 km) ou Moncuq (à (35 km).
En 2014, c'est une gare voyageurs d'intérêt local (catégorie C : moins de 100 000 voyageurs par an de 2010 à 2011), qui dispose de deux quais, deux abris, une passerelle et une traversée de voie à niveau par le public (TVP).

### Fréquentation
En 2014, selon les estimations de la SNCF, la fréquentation annuelle de la gare était de 62 764 voyageurs et de 87 101 voyageurs en 2022.
De 2015 à 2023, selon les estimations de la SNCF, la fréquentation annuelle de la gare s'élève aux nombres indiqués dans le tableau ci-dessous :
| Année           | 2015   | 2016   | 2017   | 2018   | 2019   | 2020   | 2021   | 2022   | 2023    |
| --------------- | ------ | ------ | ------ | ------ | ------ | ------ | ------ | ------ | ------- |
| Voyageurs seuls | 70 260 | 64 647 | 60 396 | 53 380 | 60 291 | 49 269 | 63 793 | 87 101 | 100 125 |

## Service des voyageurs

### Accueil
Gare SNCF, elle dispose d'un bâtiment voyageurs, avec guichet, ouvert tous les jours. Elle est équipée d'automates pour l'achat de titres de transport TER.
Une passerelle permet la traversée des voies et l'accès aux quais.

### Desserte
Valence-d'Agen est une gare voyageurs du réseau TER Occitanie, desservie par des trains express régionaux de la relation Toulouse - Agen (ligne 18).

### Intermodalité
Un parc pour les vélos et un parking pour les véhicules y sont aménagés.
Elle est desservie par des cars régionaux le soir ou le matin.

## Service des marchandises
Cette gare est ouverte au service du fret (train massif et wagon isolé pour EDF).

## Patrimoine ferroviaire
Le bâtiment voyageurs, modèle type de la compagnie du midi pour la ligne, avec un corps principal unique, sur une base rectangulaire, avec sept travées ou ouvertures, un étage sous une toiture à deux pans couverte en tuile.
Sur le site de la gare se trouvait également une ancienne grande halle à marchandises, détruite en 2017.